# Sequentieller Zugriff

Sequentieller Zugriff und wahlfreier Zugriff

Der Begriff sequentieller Zugriff (auch sequenzieller Zugriff) bezeichnet eine Zugriffsart auf einen Datenspeicher oder eine Datenstruktur, bei der die Datensätze aufeinanderfolgend angeordnet sind. Um auf einen bestimmten Datensatz zugreifen zu können, müssen zunächst alle zwischen Ausgangs- und Zielposition befindlichen Datensätze aufgesucht werden. Die Zugriffszeit ist dabei vor allem von der Entfernung der Datensätze abhängig. 
Der Begriff wird auch in der theoretischen Informatik verwendet, z. B. bei der Turing-Maschine.
In technischen Anwendungen ist die sequentielle Zugriffsart durch die technische Umsetzung des zu Grunde liegenden Gerätes vorgegeben, zum Beispiel bei Lochkarten und Magnetbändern aller Art (Audio- oder Videokassetten, Tonbänder, Speicherbänder, Streamerkassetten).